# Gare de Quilon
La gare de Quilon (en malayalam കൊല്ലം ജംഗ്‌ഷൻ), dénommée communément gare de Kollam, est la principale gare ferroviaire de Kollam, une ville de l'État du Kerala en Inde. Il est situé près du centre-ville, Chinnakkada. C'est l'une des gares ferroviaires les plus fréquentées de l'Inde et c'est la plus importante de Kerala.
Elle est située à 1,3 km de la station de bus KSRTC de Kollam et à 1,9 km du port maritime de Kollam. C'est la deuxième plus grande gare du Kerala en termes de superficie et la plus grande en termes de nombre de voies.

## Histoire
Kollam était la cinquième ville du Kerala à être reliée aux chemins de fer indiens. En 1904, la ligne ferroviaire reliant Chennai à Kollam via Madurai a été achevée et la gare de Quilon a été ouverte par le roi Rama Varma du royaume de Travancore.
Le 4 janvier 1918, la ligne ferroviaire est prolongée jusqu'à Chala à Thiruvananthapuram (capitale de l'État du Kerala) via la Paravur.

## Service des voyageurs
Les 163 trains de passage font tous escale à la gare de Kollam Junction. Parmi eux, quatre trains express longue distance partent de Kollam. Ces 4 services relient les villes de Chennai, Visakhapatnam et Tirupati à Quilon,.

### Accueil

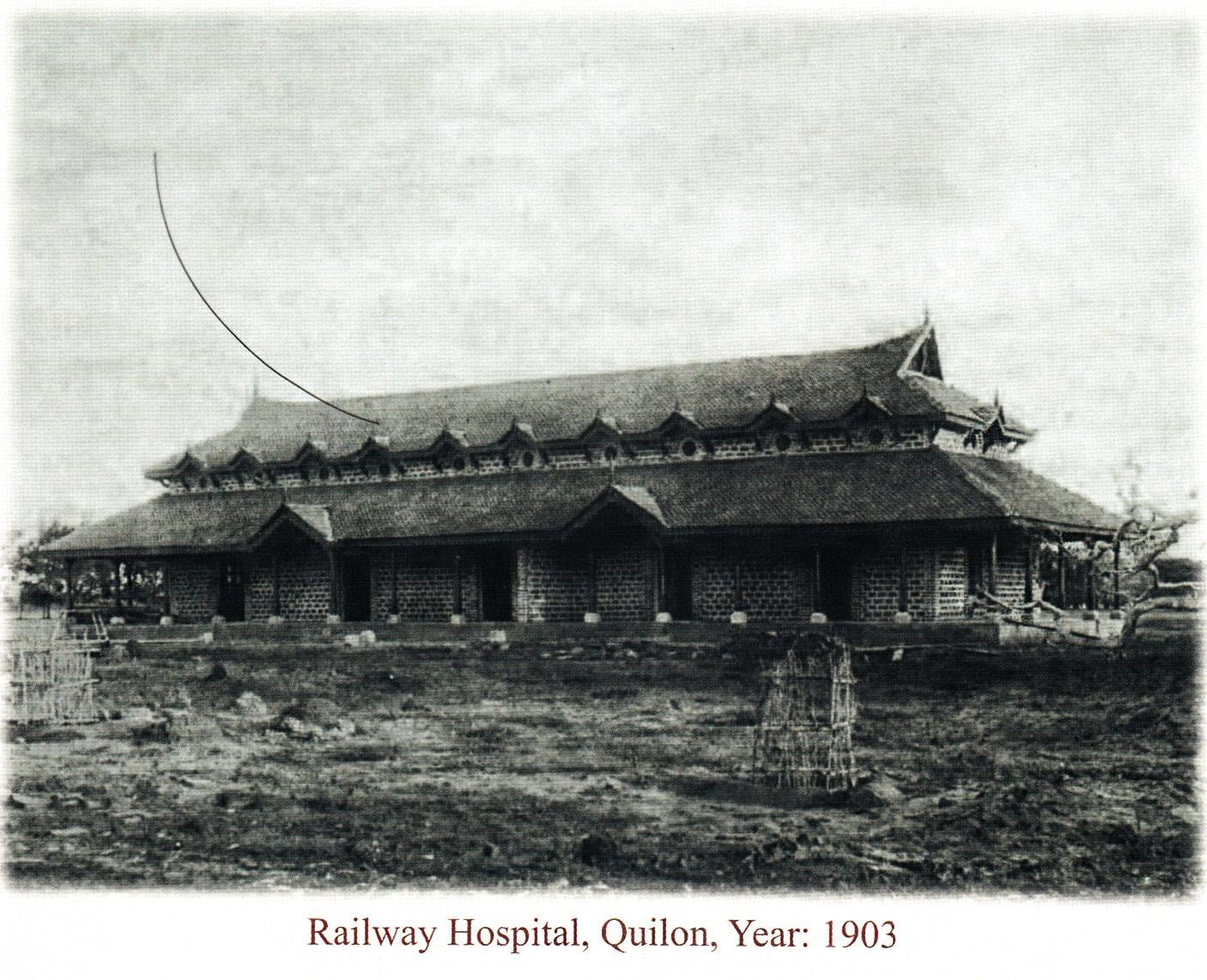
Une vieille photo de l'hôpital ferroviaire de Kollam
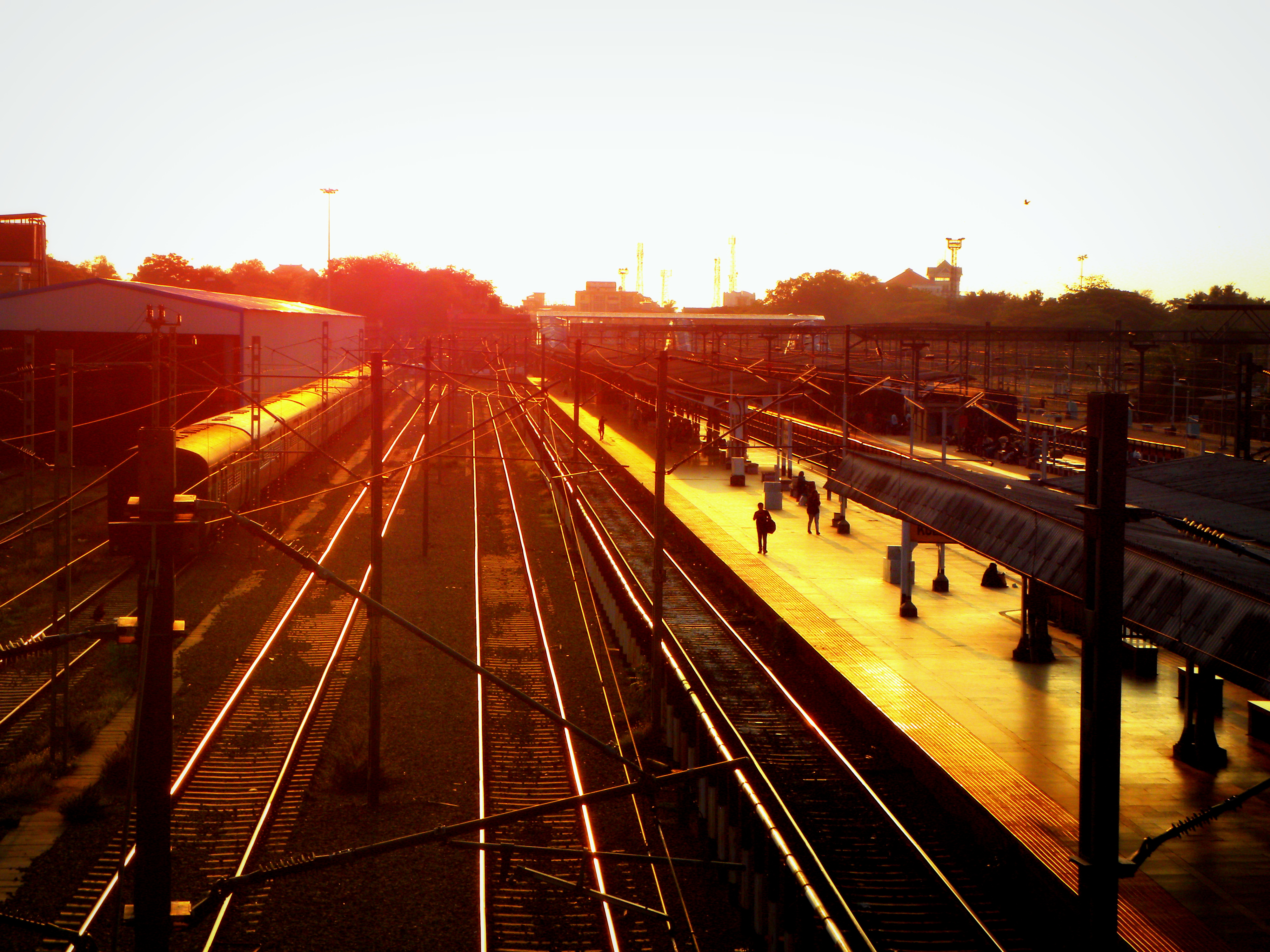
Une vue nocturne des quais
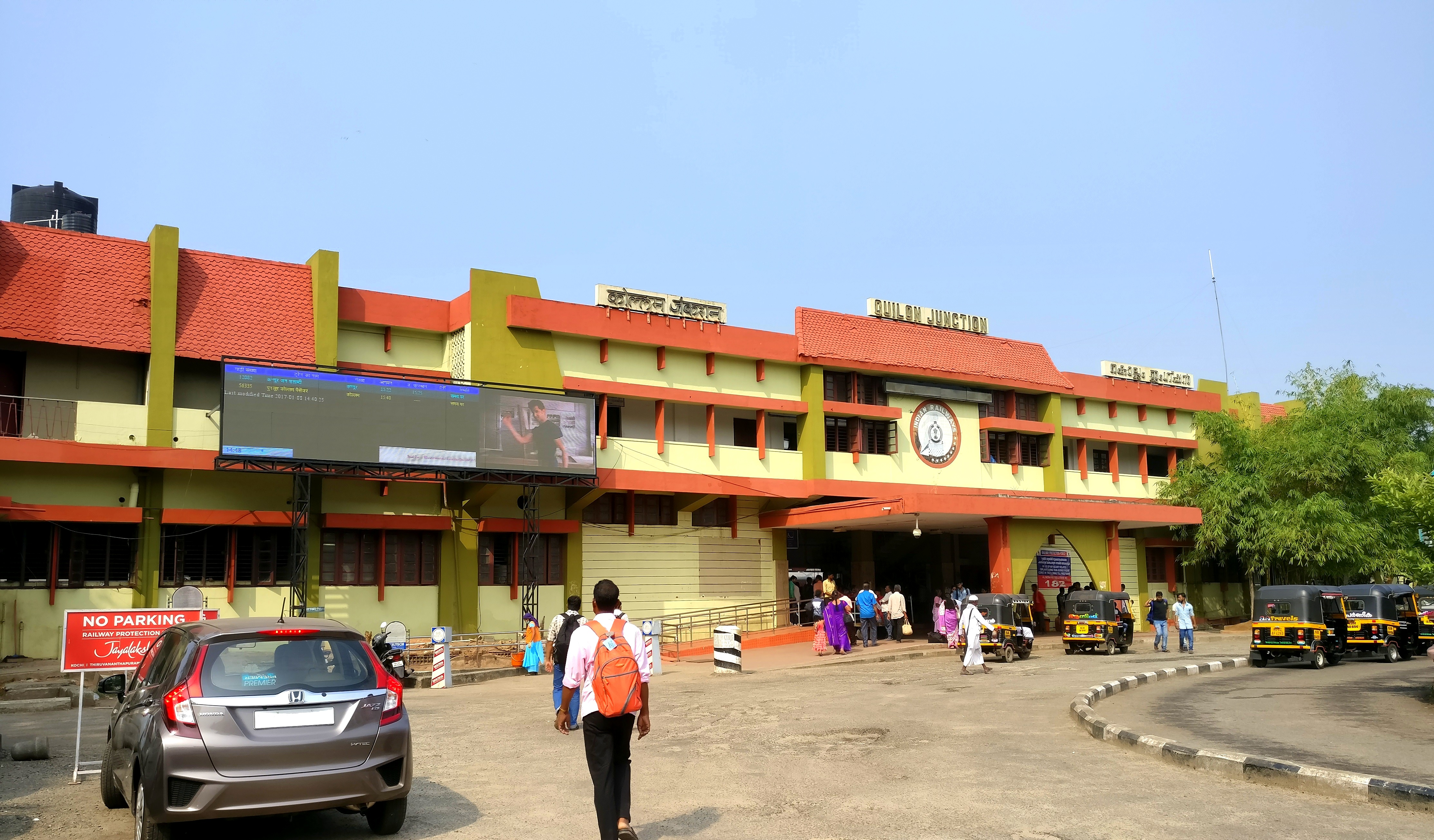
Terminal principal
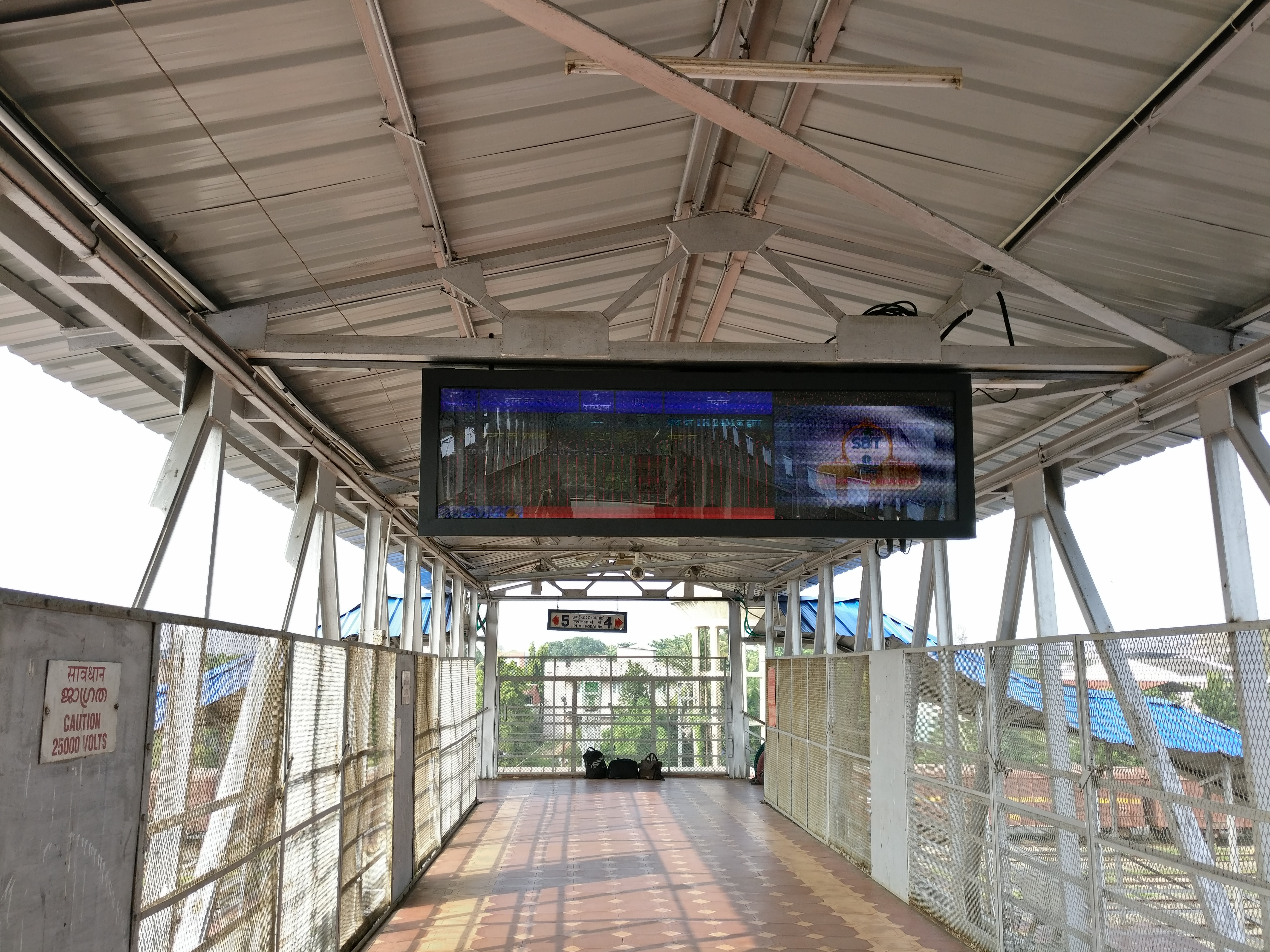
Panneau d'affichage LED à pied au-dessus du pont